# Hirohito Nakamura
Hirohito Nakamura (jap. 中村 洋仁, Nakamura Hirohito; * 9. Mai 1974 in der Präfektur Osaka) ist ein ehemaliger japanischer Fußballspieler.

## Karriere
Nakamura erlernte das Fußballspielen in der Schulmannschaft der Hokuyo High School. Seinen ersten Vertrag unterschrieb er 1993 bei Gamba Osaka. Der Verein spielte in der höchsten Liga des Landes, der J1 League. Für den Verein absolvierte er neun Erstligaspiele. 1996 wechselte er zum Zweitligisten Honda FC. 1999 wechselte er zum Drittligisten Mito Hollyhock. Am Ende der Saison 1999 stieg der Verein in die J2 League auf. Für den Verein absolvierte er 17 Spiele. Ende 2001 beendete er seine Karriere als Fußballspieler.